# Aria / Aqua
Aria / Aqua es un álbum recopilatorio de la banda británica de rock progresivo Asia y fue publicado en 2003. Esta recopilación de dos discos fue relanzado un año después, en 2004.
Este compilado contiene las canciones de los dos álbumes de estudio de la banda Aqua y Aria, publicados en 1992 y 1994 respectivamente. Pero además, este disco recopila también los temas de las reediciones de 1998 de ambos álbumes, «Little Rich Boy» y «Obsession» de Aqua y «Reality» de Aria.

## Lista de canciones

### Disco uno - Aqua
| Side one |                           |                                          |          |  |
| N.º      | Título                    | Escritor(es)                             | Duración |  |
| 1.       | «Aqua Pt. 1»              | Geoff Downes / John Payne                | 2:27     |  |
| 2.       | «Who Will Stop The Rain?» | Downes / Johnny Warman / Jane Woolfenden | 4:35     |  |
| 3.       | «Back In Town»            | Downes / Payne                           | 4:09     |  |
| 4.       | «Love Under Fire»         | Downes / Greg Lake                       | 5:15     |  |
| 5.       | «Someday»                 | Downes / Warman                          | 5:48     |  |
| 6.       | «Little Rich Boy»         | Downes / Payne                           | 4:37     |  |
| 7.       | «The Voice of Reason»     | Downes / Payne                           | 5:37     |  |
| 8.       | «Lay Down Your Arms»      | Downes / Payne / Grant Hart              | 4:14     |  |
| 9.       | «Crime of Your Heart»     | Downes / Warman                          | 5:57     |  |
| 10.      | «A Far Cry»               | Downes / Payne / Hart                    | 5:30     |  |
| 11.      | «Don't Call Me»           | Downes / Warman                          | 4:55     |  |
| 12.      | «Heaven on Earth»         | Andy Nye / Payne                         | 4:54     |  |
| 13.      | «Aqua Pt. 2»              | Downes / Payne                           | 2:14     |  |
| 14.      | «Obsession»               | Payne / Steve Rodford                    | 4:57     |  |

### Disco dos - Aria
| Side one |                                |                      |          |  |
| N.º      | Título                         | Escritor(es)         | Duración |  |
| 1.       | «Anytime»                      | Downes / Payne       | 4:57     |  |
| 2.       | «Are You Big Now?»             | Downes / Payne       | 4:07     |  |
| 3.       | «Desire»                       | Downes / Payne / Nye | 5:20     |  |
| 4.       | «Summer»                       | Downes / Payne       | 4:06     |  |
| 5.       | «Sad Situation»                | Downes / Payne       | 3:59     |  |
| 6.       | «Don't Cut the Wire (Brother)» | Downes / Payne       | 5:19     |  |
| 7.       | «Feels Like Love»              | Downes / Payne       | 4:49     |  |
| 8.       | «Remembrance Day»              | Downes / Payne       | 4:18     |  |
| 9.       | «Enough's Enough»              | Downes / Payne       | 4:37     |  |
| 10.      | «Military Man»                 | Downes / Payne       | 4:10     |  |
| 11.      | «Aria»                         | Downes / Payne / Nye | 5:37     |  |
| 12.      | «Reality»                      | Downes / Payne       | 4:29     |  |

## Formación

### Disco uno
- John Payne — voz principal y bajo
- Geoff Downes — teclados y coros
- Carl Palmer — batería y percusiones
- Steve Howe — guitarra, dobro y mandolina
- Al Pitrelli — guitarra
- Anthony Glynne — guitarra
- Scott Gorham — guitarra
- Mats Johanson — guitarra
- Simon Phillips — batería

### Disco dos
- John Payne — voz principal y bajo
- Geoff Downes — teclados y coros
- Al Pitrelli — guitarra
- Mike Sturgis — batería